# L'Incomparable Mademoiselle C.
Série
La Mystérieuse Mademoiselle C.
(2002)
Pour plus de détails, voir Fiche technique et Distribution.
L'Incomparable Mademoiselle C. est un film québécois réalisé par Richard Ciupka sorti en 2004 et adapté des romans Une bien curieuse factrice et Une drôle de ministre de Dominique Demers.

## Synopsis
Par un curieux concours de circonstances, Mademoiselle Charlotte devient factrice dans un quartier populaire d'une morne ville industrielle.  Excentrique et joyeuse, elle ne se contente pas de livrer le courrier.  Il lui arrive aussi d'en modifier le contenu ... 
Elle se lie d’amitié avec la jeune Léonie, une adolescente qui vit seule avec sa mère après que son père ait quitté la maison dans des circonstances mystérieuses.  Mademoiselle C croise également la route de  Maurice Moron, un homme d’affaires enrichi par les casinos qui magouille pour implanter des casinos express dans le quartier.  Évidemment, Mademoiselle C. ne le laissera pas faire !

## Fiche technique
- Titre original : L'Incomparable Mademoiselle C.
- Réalisation : Richard Ciupka
- Scénario : Dominique Demers, d'après ses romans Une bien curieuse factrice et Un drôle de ministre
- Musique : Michel Corriveau (en)
- Direction artistique : Jean Bécotte
- Costumes : Jacinthe Demers
- Maquillage : Nicole Lapierre
- Coiffure : Corald Giroux
- Photographie : Steve Danyluk
- Son : Philippe Scultéty, Christian Rivest, Gavin Fernandes (en), Michel Descombes
- Montage : Simon Webb
- Production : Claude Veillet, Jacques Bonin
- Société de production : Les Films Vision 4
- Sociétés de distribution : Les Films Christal, Les Films Séville
- Budget : 4,2 millions $ CA
- Pays de production :  Canada
- Langue originale : français
- Format : couleur (Technicolor) — son Dolby numérique
- Genre : comédie fantastique
- Durée : 102 minutes
- Dates de sortie :
  - Canada : 23 avril 2004 (sortie en salle au Québec)
  - Belgique : 31 janvier 2007
- Classification :
  - Québec : Visa général[1]

## Distribution
- Marie-Chantal Perron : Mademoiselle C.
- Pierre Lebeau : Maurice Moron
- Mylène St-Sauveur : Léonie Loiseau
- Isabel Richer : Marlène Loiseau
- Michel Laperrière : premier ministre Roger Rancourt
- Martin Laroche : Timothée Tremblay
- Robin Arsenault-Vezina : Abraham Rancourt
- Samuel Landry : Napoléon Rancourt
- Audrey-Lee Gauvin : Audrey
- Olivier Galarneau : Louis Lipski
- Sophie Bourgeois : Madeline Lipski
- Sandrine Poirier-Allard : Mylène Lipski
- Mark Antony Krupa : Marek Lipski
- Doris Milmore : Léa Lépine, enseignante
- Stéphane Blanchette : René-Charles Biron
- Daniel Rousse : Lefouette, homme de main de Moron
- Adam Asselin Rioux : Adam
- Justin Jackson : Jason
- Jacques Bassal : croupier
- Josette Bauthier : Mme Janous
- Dominique Demers : cuisinière du premier ministre

## Autour du film
Deuxième et dernier film ayant pour héroïne Mademoiselle C., un personnage imaginé par Dominique Demers et déjà présente dans une série de romans. Le premier film de la série, La Mystérieuse Mademoiselle C., aussi réalisé par Richard Ciupka, avait connu un franc succès lors de sa sortie en mars 2002.
Ce nouveau film fusionne deux romans Une bien curieuse factrice et Un drôle de ministre. Lancé en avril 2004, il est bien accueilli par la critique. Dans Le Soleil, Nicolas Houde décrit « un divertissement grand public intelligent, empreint de finesse» qui aborde «certaines thématiques  sociales, comme le jeu compulsif ». On retrouve un son de cloche similaire dans les critiques d'Aleksi K. Lepage de La Presse et d'Odile Tremblay du Devoir. Le film remporte un succès honorable, quoiqu'inférieur à celui du film précédent.